# Psychomyiella billnis
Psychomyiella billnis là một loài Trichoptera trong họ Psychomyiidae. Chúng phân bố ở miền Cổ bắc.